# 松ケ丘 (八戸市)
松ケ丘（まつがおか）は、青森県八戸市の町名・地名のひとつである。

## 概要
松ケ丘地区は、松ケ丘住宅団地として造成された住宅団地である。八戸市北部に位置し、東・北・西側に大字市川町、南側に大字河原木があり、すぐ東に陸上自衛隊八戸駐屯地がある。また、大字市川町で隔てて、西方に八戸北インター工業団地が立地する。
鉄道の駅はJR東北線陸奥市川駅が北側2キロメートルの距離に位置する。幹線道路は、青森県道8号八戸野辺地線が通る。

## 歴史
- 1960年（昭和35年）- 三戸郡市川村から八戸市に編入。
- 1961年（昭和36年）7月27日 - 宅地造成を目的とした土地区画整理事業の事業計画が決定される[4]。
- 1964年（昭和39年）3月31日 - 土地区画整理事業の換地処分公告が行われる[4][5]。
- 1964年（昭和39年）4月1日 - 町の新設が行われ、大字市川町字桔梗野上の一部が松ケ丘となる[5]。

## 世帯数と人口
2017年（平成29年）4月30日現在の世帯数と人口は以下の通りである。
| 町名   | 世帯数  | 人口  |
| ------ | ------- | ----- |
| 松ケ丘 | 358世帯 | 795人 |

## 施設
- 陸上自衛隊八戸駐屯地

### 教育
- 八戸市立桔梗野小学校

### 公園など
- 松ケ丘公園